# Waleri Nikolajewitsch Lichatschow

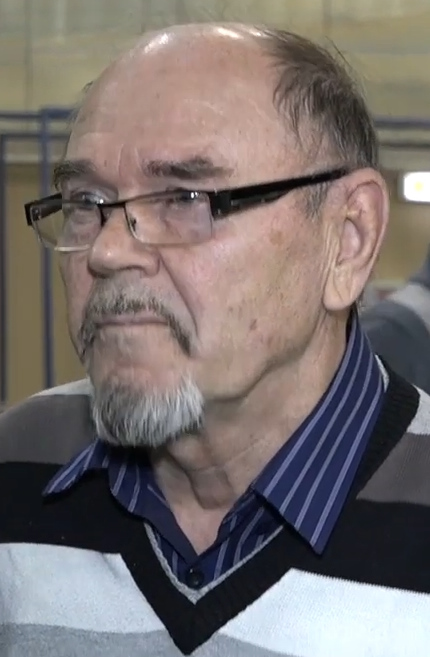
Waleri Lichatschow (November 2019)

Waleri Nikolajewitsch Lichatschow (russisch Валерий Николаевич Лихачёв; * 5. Dezember 1947 in Nowoscheschminsk, Republik Tatarstan, Sowjetunion) ist ein ehemaliger sowjetischer Radrennfahrer.
Er wurde 1970 Weltmeister und 1972 Olympiasieger im Mannschaftszeitfahren. Zur Mannschaft gehörten 1970 Waleri Jardy, Boris Schuchow und Wladimir Sokolow, zwei Jahre darauf gewann er mit Gennadi Komnatow, Waleri Jardy und Boris Schuchow die Goldmedaille. Die Internationale Friedensfahrt bestritt er dreimal, 1975 war er Mannschaftskapitän der sowjetischen Auswahl. Er gewann insgesamt zehn Etappen der Friedensfahrt. 1976 gewann er die Trofeo Papà Cervi in Italien.

## Palmarès
| Jahr | Erfolg | Erfolg            | Rennen                                                  |
| ---- | ------ | ----------------- | ------------------------------------------------------- |
| 1970 | Sieger | Sieger            | Weltmeisterschaft, Straße, 100 km Mannschaftszeitfahren |
| 1972 | Sieger | Gesamtwertung     | Marokko-Rundfahrt                                       |
| 1972 | Sieger | 2. Etappe         | Tour de Namur                                           |
| 1972 | Sieger | 4. Etappe         | Tour de Namur                                           |
| 1972 | 3.     | 5. Etappe         | Tour de Namur                                           |
| 1972 | Sieger | Gesamtwertung     | Tour de Namur                                           |
| 1972 | Sieger | Sieger            | Olympische Spiele, Straße, Mannschaftszeitfahren        |
| 1972 | 34.    | 34.               | Olympische Spiele, Straße, Einzelzeitfahren             |
| 1973 | Sieger | 3. Etappe, Teil a | Sechs-Tage (Schweden)                                   |
| 1973 | 3.     | Gesamtwertung     | Friedensfahrt                                           |
| 1973 | Sieger | 06. Etappe        | GP Tell (Schweiz)                                       |
| 1974 | Sieger | 04. Etappe        | Friedensfahrt                                           |
| 1975 | Sieger | 04. Etappe        | Friedensfahrt                                           |
| 1975 | Sieger | 10. Etappe        | Friedensfahrt                                           |
| 1975 | Sieger | 13. Etappe        | Friedensfahrt                                           |